# Rock Creek (Clarks Fork Yellowstone River)
Der Rock Creek ist ein etwa 100 km langer linker Nebenfluss des Clarks Fork Yellowstone River in den US-Bundesstaaten Montana und Wyoming.

## Flusslauf
Der Rock Creek hat seinen Ursprung in dem 3057 m hoch gelegenen Bergsee Sheep Lake in den südöstlichen Beartooth Mountains, einem Gebirgszug der Rocky Mountains, im zentralen Süden von Montana unweit der Grenze zu Wyoming. Der Rock Creek strömt anfangs nach Osten zum Glacier Lake, der durch einen Damm, errichtet vom U.S. Army Corps of Engineers, aufgestaut wird. Wenige Meter unterhalb des Staudamms verläuft der Fluss für 5 km innerhalb des Shoshone National Forest in Wyoming. Der Rock Creek wendet sich nach Nordosten und erreicht wieder den Custer National Forest in Montana. Nach weiteren 10 km trifft der U.S. Highway 212 von Süden kommend auf das Flusstal und folgt dem Fluss bis kurz vor dessen Mündung. Der nach Süden führende Straßenabschnitt, der bei Cooke City-Silver Gate endet, trägt auch die Bezeichnung Beartooth Highway. Der Rock Creek durchfließt die Kleinstadt Red Lodge, die zugleich Verwaltungssitz des Carbon County ist. Der Rock Creek fließt unterhalb von Red Lodge etwa 35 km in Richtung Nordnordost, bevor der Red Lodge Creek von Westen kommend in den Fluss mündet. Dieser fließt auf seinen letzten 22 km in Richtung Ostnordost. Dabei passiert er die Orte Joliet und Rockvale. Schließlich mündet der Rock Creek 4 km östlich von Rockvale in den Clarks Fork Yellowstone River. Der Rock Creek durchquert auf seinem Lauf die Countys Park in Wyoming sowie Carbon in Montana.  

## Hydrologie
Der Rock Creek ist als Nebenfluss des Clarks Fork Yellowstone River Teil des Einzugsgebietes des Yellowstone River, der über Missouri und Mississippi in den Golf von Mexiko entwässert. Das Einzugsgebiet des Rock Creek umfasst ein Areal von etwa 1463 km² und grenzt an die Einzugsgebiete von Clarks Fork Yellowstone River im Osten und Süden, Lake Creek und East Rosebud Creek Westen sowie Yellowstone River im Norden. Der mittlere Abfluss am Pegel bei Rockvale, 4 km oberhalb der Mündung, beträgt 4,3 m³/s. Am meisten Wasser führt der Fluss während der Schneeschmelze im Juni mit 11,9 m³/s im Monatsmittel.